# Риммер, Уорвик
Уорвик Роберт Риммер (англ. Warwick Robert Rimmer; 1 марта 1941, Беркенхед, Англия) — английский футболист и тренер.

## Биография
В 15 лет юный футболист подписал контракт с клубом «Болтон Уондерерс». Вначале он играл за его юниорские команды, а в 1960 году Риммер дебютировал за основной состав. Всего за 14 сезонов выступлений за команду он провел за нее 469 матчей, из которых 126 — в элитном первом английском дивизионе. В последние годы был ее капитаном. Завершал свою карьеру в «Кру Александре», где со временем защитник стал играющим тренером.
Окончательно перестав выходить на поле, Уорвик Риммер возглавил сборную Сьерра-Леоне. Затем более 20 лет он отработал с юниорскими командами «Транмир Роверс». Его воспитанники принесли клубу 14 миллионов фунтов стерлингов.